# علي القصير
علي رسول جعفر القصير (مواليد 1967 في كربلاء) كاتب وباحث إسلامي عراقي. له العديد من المؤلفات حول الدين الإسلامي والمذهب الشيعي. اختص في دراسة الأخلاق وتربية النفس حسب تعاليم الدين الإسلامي، كما له مؤلفات في علم الحديث والتفسير والتاريخ.

## أعماله
- أدوار وأطوار النور الأول
- الصانع.. الإنسان.. الإيمان
- النبي محمد وأهل بيته
- كلمات كلمى
- هيولا
- التحقيق في الاسم العريق: أم البنين بنت حزام الكلابية
- صلصال
- الله الخالق الخلاق (أدلة وجود الله)
- سـر الـحـب لرجل كان قبل 1380 سنة
- صاحب القبة السامية الحسين بن علي بن أبي طالب
- لؤلؤة بيت النبوة زينب بنت علي بن أبي طالب ريحانة الأدب
- صاحب القبة السامية الحسين بن علي عليه السلام
- بحث في إثبات حرمة الوشم
- الحركة الباراسيكولوجية لمقاصد الإنسان
- نصوص في القرآن والسيرة (جزئين)
- أحاديث الشجرة الطيبة (جزئين)
- خزائن الآيات (جزئين)
- الأربعين في خصائص قراءة الكتاب المبين
- آداب المجالس
- أنواع الملائكة في الحائر الحسيني
- حُرُمات الزيارة والمزور والزائر
- قمر على نهر العلقمي
- الدليل إلى كتب المصادر في المذاهب الإسلامية
- حلية النفوس للعريس والعروس
- نسيج الروح إلى السائح في دمي
- نسيج الروح إلى كربلاء